# Gerald G. Sander
Gerald G. Sander (* 26. März 1966 in Hamburg) ist ein deutscher Jurist und Professor an der Hochschule für öffentliche Verwaltung und Finanzen Ludwigsburg (University of Applied Sciences).

## Leben
Gerald G. Sander studierte Rechts-, Politik- und Verwaltungswissenschaften an der Eberhard Karls Universität Tübingen, der Christian-Albrechts-Universität zu Kiel und der Deutschen Universität für Verwaltungswissenschaften Speyer. Er bestand seine beiden juristischen Staatsexamina in Tübingen und Stuttgart (1992 und 1995) und erlangte Magistergrade 1994 in Politikwissenschaften in Tübingen sowie 1996 in Verwaltungswissenschaften in Speyer. Im Jahr 2000  wurde er bei Thomas Oppermann an der Universität Tübingen zum Dr. iur. promoviert.
In der Zeit von 1993 bis 2001 arbeitete Sander als wissenschaftlicher Mitarbeiter an der Juristischen Fakultät der Universität Tübingen und von 2002 bis 2008 am Institut für Rechtswissenschaft der Universität Hohenheim in Stuttgart. In den Jahren 2008 bis 2012 war er als selbstständiger Rechtsanwalt in der Kanzlei Baumann, Sasdi & Sander in Stuttgart tätig.
Im Jahr 2012 wurde Sander auf die Professur für Staats-, Verwaltungs- und Europarecht an der Hochschule für öffentliche Verwaltung und Finanzen Ludwigsburg (HVF) berufen. Von 2013 bis 2019 übernahm  er die geschäftsführende Leitung des Instituts für Angewandte Forschung (IAF) und gründete 2013 das Institut für Öffentliches Wirtschaftsrecht (IÖWR). Von 2015 bis 2017 war Sander Prorektor für Forschung, Weiterbildung, internationale Beziehungen und Infrastruktur an der HVF. Seit 2017 ist er Studiendekan des Diplomstudiengangs Gehobener Archivdienst und seit 2019 Studiendekan der Masterstudiengänge Public Management (MPM) und European Public Administration (MEPA).
Sander nimmt regelmäßig Lehraufträge an der Eberhard Karls Universität Tübingen und der Deutschen Universität für Verwaltungswissenschaften Speyer wahr. Ferner lehrt er im Rahmen des Erasmus-Programms regelmäßig an der Westböhmischen Universität Pilsen (Tschechische Republik), der Südböhmischen Universität Budweis (Tschechische Republik) und der Universität Rijeka (Kroatien). Er ist Herausgeber verschiedener wissenschaftlicher Schriftenreihen, unter anderem Mitherausgeber der Reihe  Europeanization and Globalization im Springer Verlag.

## Publikationen (Auswahl)
- Grauzonen im Welthandel. Protektionismus unter dem alten GATT als Herausforderung an die neue WTO. Nomos, Baden-Baden 1998 (mit Marc Beise und Thomas Oppermann) ISBN 978-3789052354.
- Der Europäische Gerichtshof als Förderer und Hüter der Integration. Duncker und Humblot, Berlin 1998 ISBN 978-3428093359.
- Der Streit um die EG-Bananenmarktordnung. Duncker und Humblot, Berlin 1999 (mit José Christian Cascante) ISBN 978-3428090396.
- Der Vertrieb von Arzneimitteln über das Internet im Spannungsfeld von Freihandel und Gesundheitsschutz. Govi, Eschborn 2002 ISBN 978-3774109759.
- Internationaler und europäischer Gesundheitsschutz. Gesundheitsrecht in WHO, FAO/CAK, WTO und EU, unter besonderer Berücksichtigung des Lebensmittelrechts. Nomos, Baden-Baden 2004 (= Tübingen, Universität, Jur. Dissertation, 2000) ISBN 978-3832906498.
- WTO-Recht und Globalisierung. Duncker und Humblot, Berlin 2003 (hrsgg. mit Martin Nettesheim) ISBN 978-3428112470.
- Fälle zum Wirtschaftsverfassungs- und Wirtschaftsverwaltungsrecht. Vahlen, München 2003 (mit Daniel Sigloch) ISBN 3-8006-3036-2.
- Fälle zum Besonderen Verwaltungsrecht. 4. Aufl., C.H. Beck, München 2014 ISBN 978-3-406-66088-7.
- Polizeigesetz für Baden-Württemberg. Kommentar. 9. Aufl., Boorberg, Stuttgart u. a. 2022 (mit Henning Kahlert) ISBN 978-3-415-07109-4
- Staatsrecht – Grundlagen, Staatsorganisation, Grundrechte. 19. Aufl., C.F. Müller: Heidelberg, 2019 (mit Alfred Katz) ISBN 978-3-8114-9877-8
- Europarecht. Wiley: Weinheim, 2023, ISBN 978-3-527-53032-8.